# ミコラ・ヴァシリオヴィチ・スクリフォソフスキー
ミコラ・ヴァシリオヴィチ・スクリフォソフスキー（宇: Микола Васи́льович Скліфосо́вський、1836年4月6日（ユリウス暦3月25日） - 1904年11月30日（ユリウス暦12月13日））は、19世紀に活動したロシア帝国の外科医である。

## 生涯
モルダヴィアの下級官吏の家庭に生まれた。兄弟は12人おり、コレラの蔓延で母が死ぬと、オデーサの孤児院に預けられた。
ミコラ・ヴァシリオヴィチ・スクリフォソフスキーは、勉強が良くでき、第二オデーサ中等教育学校を次席で卒業し、モスクワ大学医学部に進学した。卒後はオデーサに戻り、オデーサ市立病院に勤務した。1866年の普墺戦争に軍医として従軍すると、終戦後にキーウ大学教授に就くも、1871年の普仏戦争に再び従軍した。救命医療に精通したミコラ・ヴァシリオヴィチ・スクリフォソフスキーは、モスクワ大学で救命医療体制の確立に尽力した。自身の名を冠した数多くの手術法を編み出し、ロシア帝国において手術等に際しての無菌処理や消毒を初めて実践した一人となった。一方で女性の医学教育推進やオデーサ大学の医学部設置にも注力した。
1902年に病に倒れるとポルタヴァで静養し、ユリウス暦の1904年11月30日、グレゴリオ暦の同年12月13日に歿した。今もポルタヴァには、彼の名を冠したミコラ・ヴァシリオヴィチ・スクリフォソフスキー記念ポルタヴァ地域臨床病院がある。

## 脚註